# De Havilland

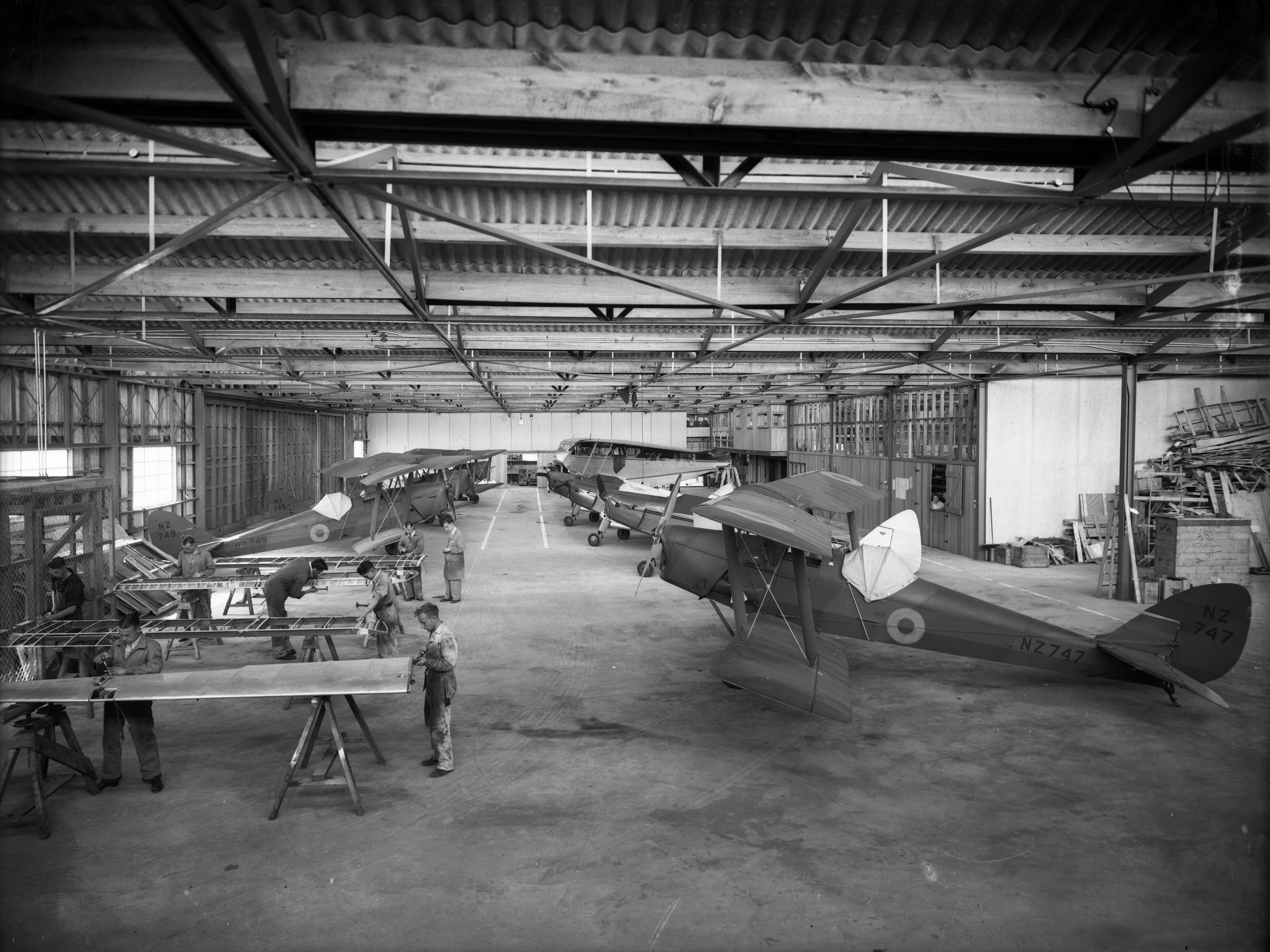
De Havilland aircraft factory, Rongotai, Wellington, 1939 or 1940

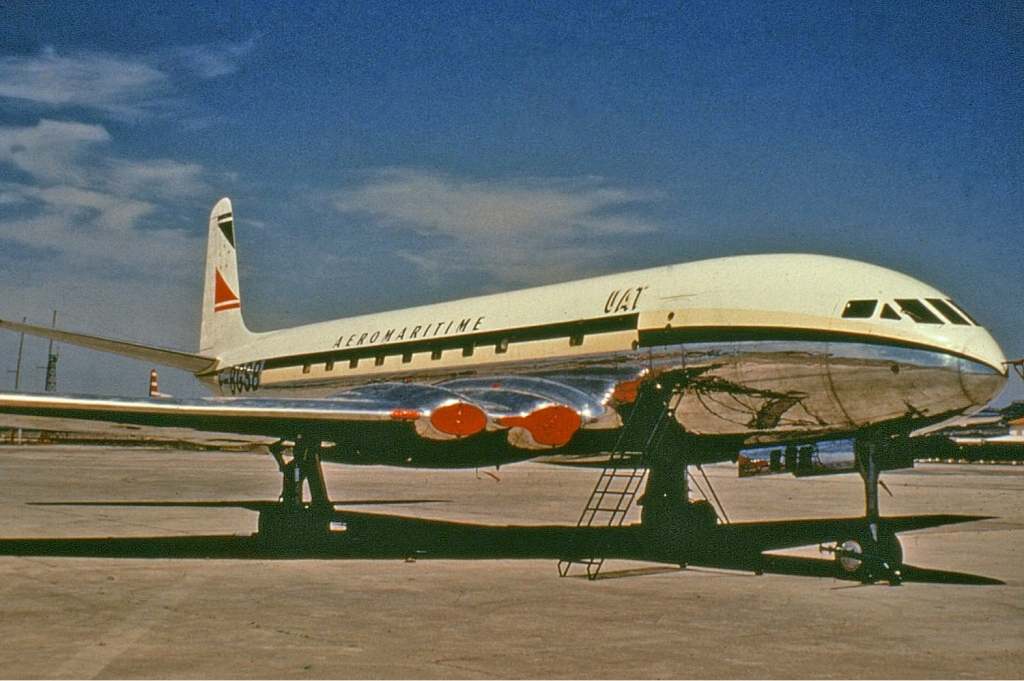
De Havilland DH.106 Comet straalvliegtuig

De De Havilland Aircraft Company was een Britse vliegtuigbouwer, opgericht in 1920, toen Airco, waarvan Geoffrey de Havilland de hoofdontwerper was, werd verkocht aan BSA. De Havilland richtte een bedrijf op onder zijn eigen naam in september van dat jaar in het Stag Lane Aerodrome in Edgware. Later verhuisde hij naar Hatfield, Hertfordshire. Het bedrijf was verantwoordelijk voor de productie van het eerste passagiersstraalvliegtuig.

## Geschiedenis
In het begin concentreerde De Havilland zich op enkel- en tweezits dubbeldekkers, wat eigenlijk een voortzetting was van zijn werkzaamheden bij Airco, maar aangedreven door De Havillands eigen Gipsy-motoren. Dit waren onder meer de Gipsy Moth en de Tiger Moth. Deze vliegtuigen zetten meerdere records op hun naam, veelal gevlogen door De Havilland zelf. Amy Johnson vloog solo van Engeland naar Australië in een Gipsy Moth in 1930, een vlucht van 19,5 dag.
De Moth-lijn van vliegtuigen werd doorgezet met de verbeterde en dichte Hornet Moth en Moth Miner, die een laagdekker van hout was.
De DH.84 Dragon was het eerste vliegtuig gekocht door Aer Lingus, dat later ook met de DH.84B Dragon Express en de DH.89 Dragon Rapide zou vliegen. De Havilland ging door met het produceren van snelle vliegtuigen, waaronder het zeer snelle tweemotorige De Havilland DH.88 Comet racevliegtuig, waarvan er één in het rood bekend werd als de winnaar van de MacRobertson Air Race van Engeland naar Australië.
De hoge prestaties en houten constructies kwamen samen in waarschijnlijk het bekendste vliegtuig: de Mosquito. Deze was van hout gemaakt wegens het tekort aan metaal tijdens de Tweede Wereldoorlog. Deze werd gevolgd door de nog beter presterende Hornet, die een pionier was van het verbinden van metaal met hout.
Na de Tweede Wereldoorlog bouwde De Havilland nog een aantal conventionele geheel metalen passagiersvliegtuigen met zuigermotoren: de De Havilland Dove en de De Havilland Heron. De Havilland ging ook door met revolutionaire ontwerpen voor zowel militaire als civiele markten, maar publieke ongelukken luidden het einde in van een onafhankelijk bestaan. De experimentele staartloze, straalaangedreven De Havilland DH.108 Swallow crashte in de Thames Estuary, waarbij Geoffrey de Havilland Jr., zoon van de oprichter, omkwam. De De Havilland Comet werd in 1952 in dienst gezet als snel commercieel straalvliegtuig, twee keer zo snel als de toenmalige alternatieven en een bron van Britse nationale trots. De Comet had drie tragische en grote crashes in twee jaar, vanwege de drukcabine. Minder bekend, maar net zo verwoestend, was het exploderen van de DH.110 Sea Vixen prototype tijdens de Farnborough Air Show van 1952, waarbij ook slachtoffers in het publiek te betreuren waren.
Hawker Siddeley kocht De Havilland in 1960, maar hield het als apart bedrijf tot 1963. In dat jaar herbenoemde hij het tot De Havilland Division van Hawker Siddeley Aviation en van alle types in productie of in ontwerpfase werd de aanduiding van "DH" veranderd in "HS". De beroemde "DH" afkorting en de De Havilland naam leven voort in de vele enthousiastelingen die nog enkele honderden Moths en andere vliegtuigen van het bedrijf onderhouden en restaureren, over de gehele wereld.

### Tijdlijn
‎{{
}}

## De Havilland vliegtuigen
- tweedekkers
  - Airco DH.1
  - Airco DH.2
  - Airco DH.3
  - Airco DH.4
  - Airco DH.5
  - Airco DH.6
  - Airco DH.6
  - Airco DH.9
  - Airco DH.9A
  - DH.10 Amiens
  - DH.11 Oxford
  - DH.14 Okapi
  - DH.16
  - DH.18
  - DH.29 Doncaster
  - DH.34
  - DH.37
  - DH.50
  - DH.51
  - DH.60 Moth/Gipsy Moth
  - DH.61 Giant Moth
  - DH.65 Hound
  - DH.66 Hercules

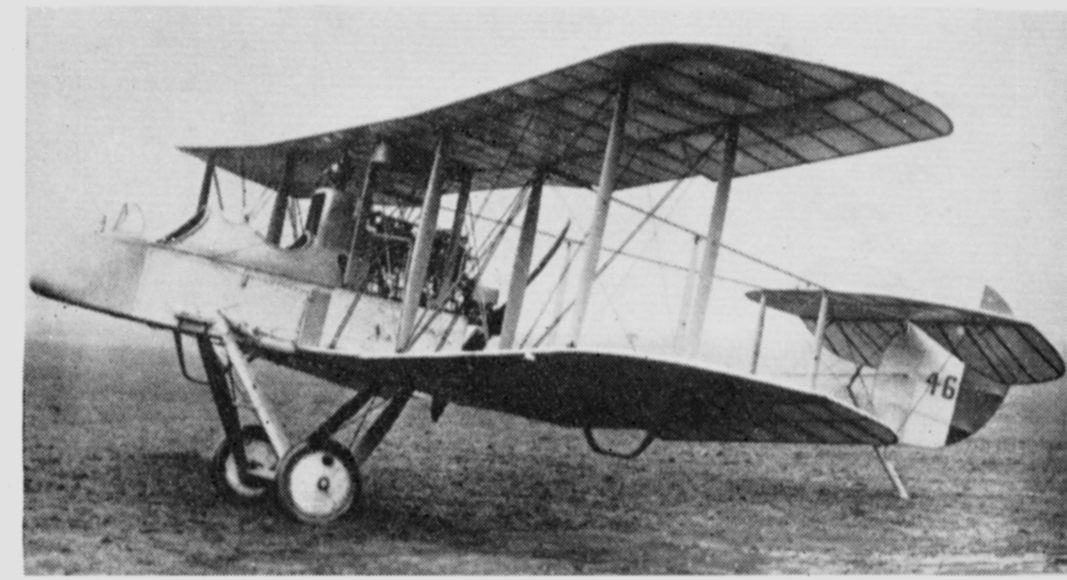
Airco DH.1

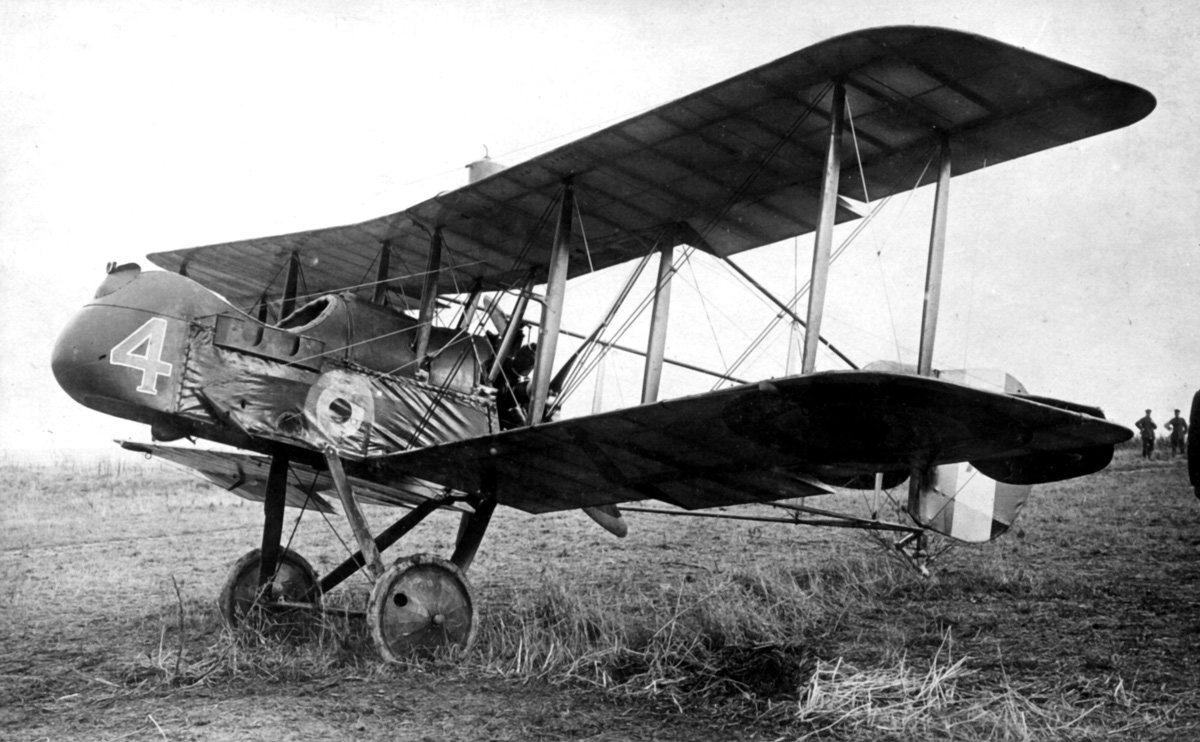
Airco DH.2

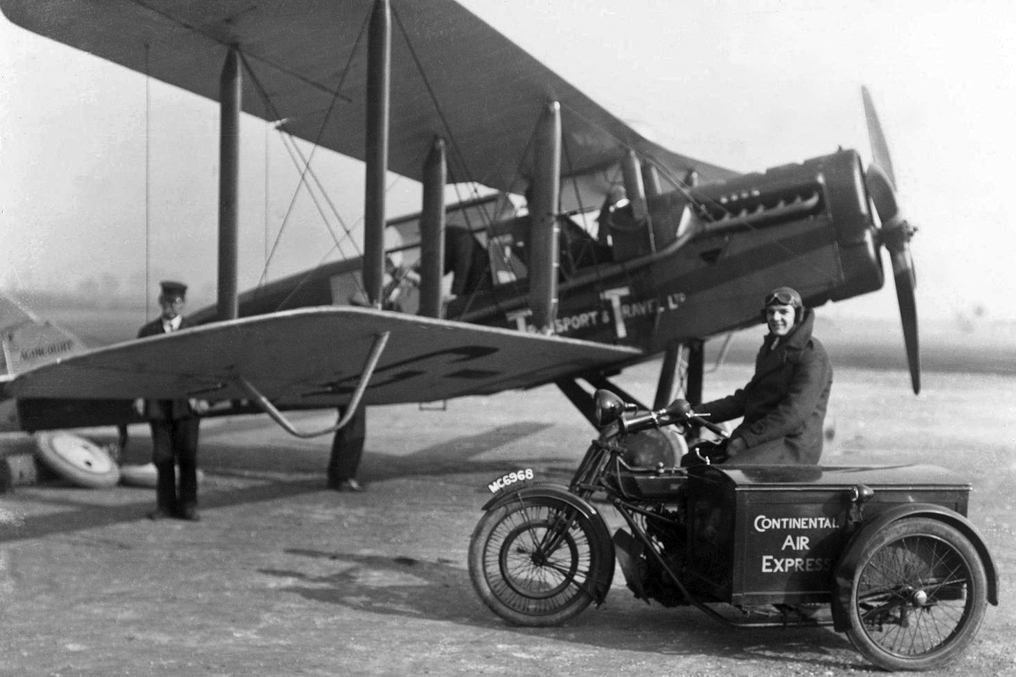
DH.16

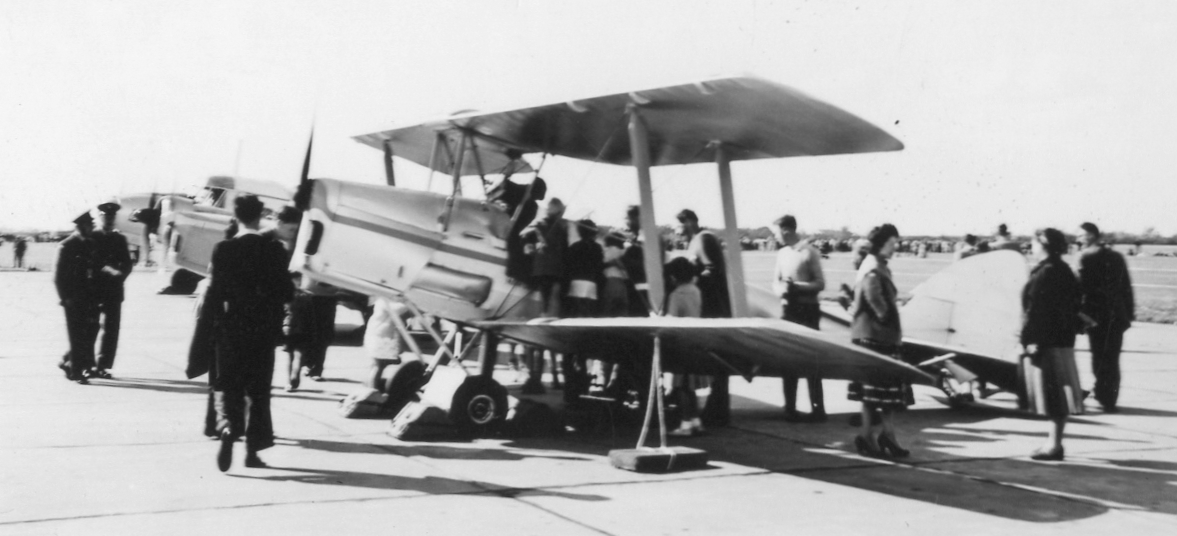
DH.82 Tiger Moth

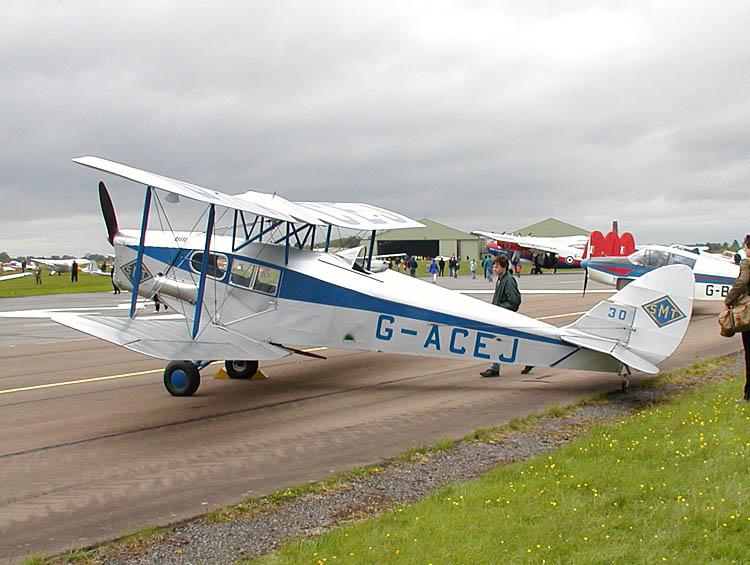
DH.83 Fox Moth

  - DH.84 Dragon/DH.84B Dragon Express
  - DH.82 Tiger Moth
  - DH.83 Fox Moth
  - DH.86 Express
  - DH.87 Hornet Moth
  - DH.89 Dragon Rapide
  - DH.90 Dragonfly

- Civiele en militaire eendekkers
  - DH.53 Humming Bird
  - DH.71 Tiger Moth
  - DH.75 Hawk Moth
  - DH.80/DH.80A Puss Moth
  - DH.81 Swallow Moth
  - DH.85 Leopard Moth
  - De Havilland DH.88 Comet
  - DH.91 Albatross
  - DH.92 Dolphin
  - DH.93 Don
  - DH.94 Moth Minor
  - DH.95 Flamingo
  - DH.98 Mosquito
  - DH.103 Hornet
  - DH.104 Dove
  - DH.114 Heron

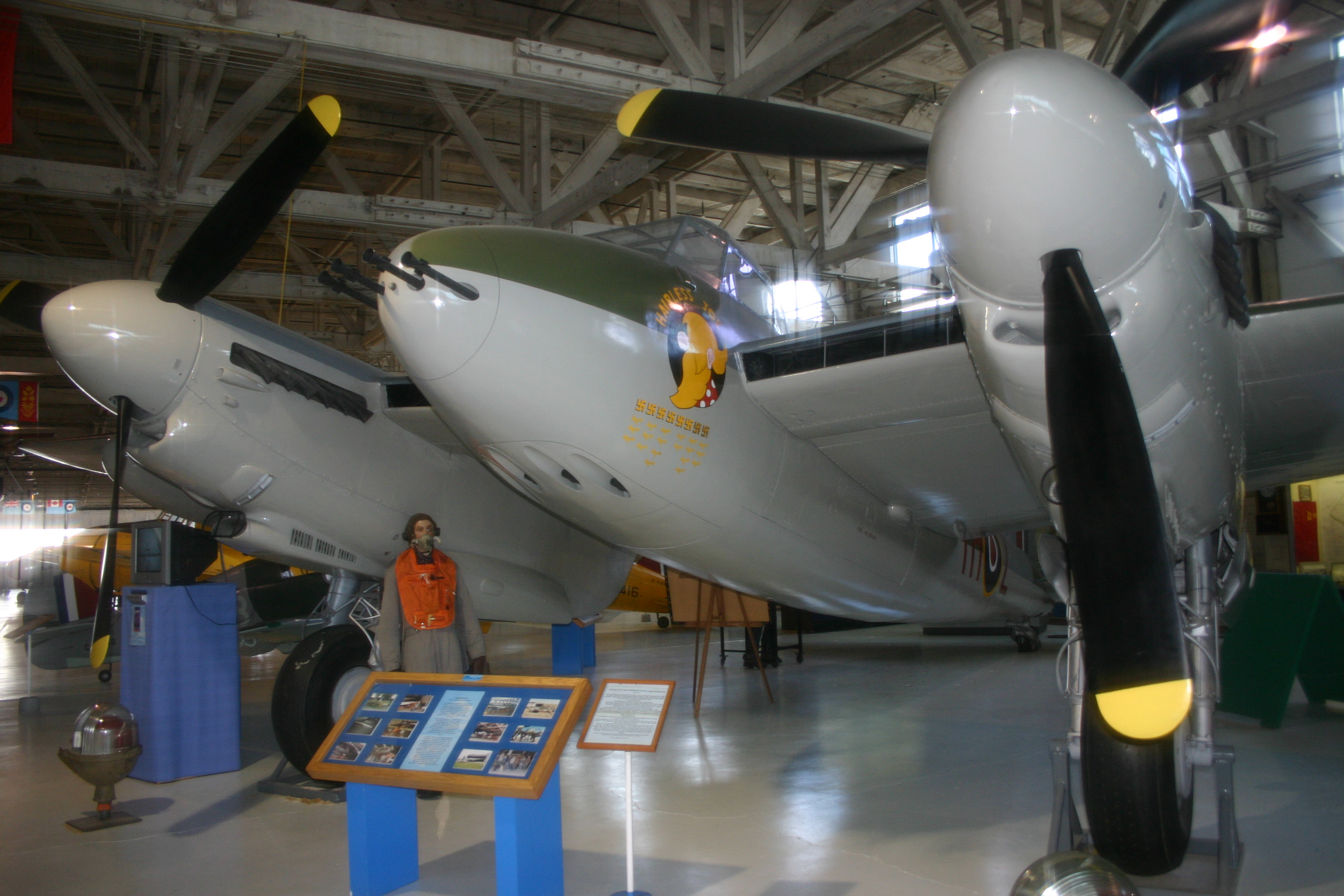
DH.98 Mosquito B 35

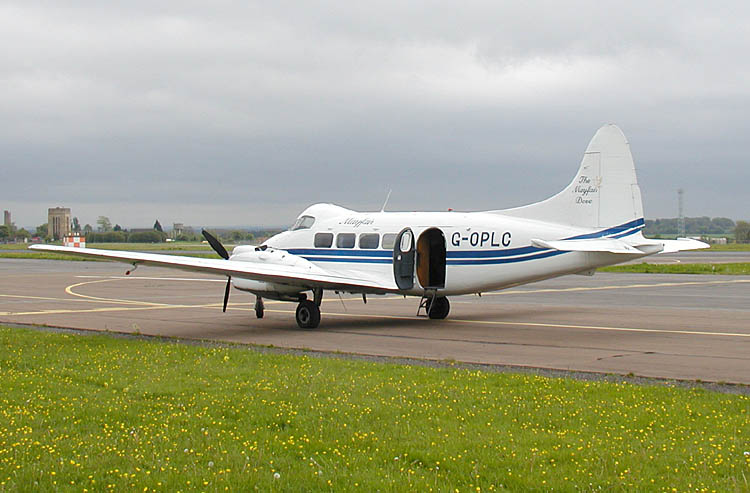
DH.104 Dove

- Civiele en militaire straalaangedreven transportvliegtuigen
  - DH.106 Comet
  - DH.121 Trident later de HS Trident
  - DH.125 later de HS 125
  - DH.146 later de BAe 146
- Militaire straaljagers
  - DH.100 Vampire & Sea Vampire (1943)
  - DH.112 Venom & Sea Venom (1949)
  - DH.110 Sea Vixen
- Experimentele aircraft
  - DH.108 (1946)

## De Havilland wapensystemen
- Raketten
  - Firestreak missile
  - Blue Streak missile
- Ruimteveer
  - Blue Streak Satellite Launch Vehicle

## De Havilland Canada
De Havilland Canada werd in 1928 gevormd voor de training van Canadese piloten en ging na de oorlog verder met de bouw van eigen ontwerpen ontwikkeld voor de zware omstandigheden in Canada. De DHC-2 t/m DHC-7 zijn allemaal STOL ontwerpen. De Havilland Canada werd overgenomen door Bombardier en de Dash-8 is nog steeds in productie, vooral vanwege haar stilte in vergelijking tot andere vliegtuigen van haar grootte. In mei 2005 verkocht Bombardier de rechten van de vliegtuigen die niet meer in productie waren (DHC-1 t/m DHC-7) aan Viking Air Ltd. in Sidney. In november 2018 kondigde de houdstermaatschappij van Viking Air, Longview Aviation Capital, ook de overname aan van het Dash-8 Q400-programma, samen met de rechten op de naam en het handelsmerk van de Havilland. Deze transactie werd in 2019 afgerond.
Vliegtuigen geproduceerd door De Havilland Canada:
- DHC-1 Chipmunk
- DHC-2 Beaver
- DHC-3 Otter
- DHC-4 Caribou
- DHC-5 Buffalo
- DHC-6 Twin Otter
- DHC-7 Dash 7
- DHC-8 Dash 8

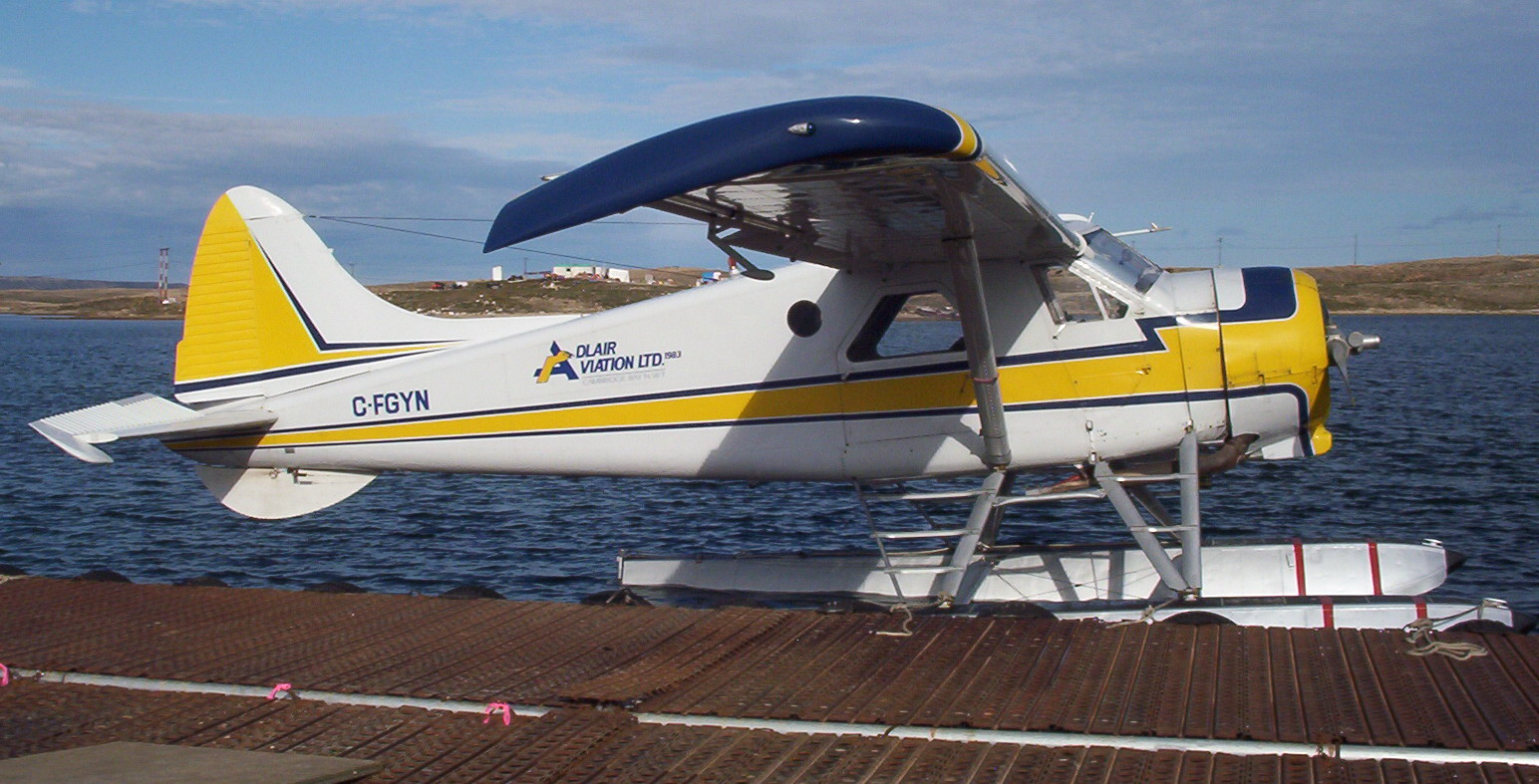
De Havilland Beaver DHC-2, Adlair Float Base, Cambridge Bay, Nunavut, Canada

De Dash series worden nu aangeduid als Q Series Turboprops (Q van quiet):
- Q100: 33-37 zitplaatsen. Origineel model (opgevolgd door -200)
- Q200: 33-37 zitplaatsen. Verbeterde motoren
- Q300: 50-56 zitplaatsen. Verlengde -100 serie
- Q400: 68-78 zitplaatsen. Heeft een 6-bladige, low-speed propeller voor minder geluid

## De Havilland Australia
De Havilland Australia werd opgezet in Australië in maart 1927 als De Havilland Aircraft Pty. Ltd. Het bedrijf verhuisde van Melbourne naar Sydney in 1930 waar het diende als agentschap voor het moederbedrijf, met assemblage, reparatie en reserve faciliteiten voor de populaire sport- en verkeersvliegtuigen. Vliegtuigontwerpen en bouwen door De Havilland Australia (DHA) vond niet plaats tot de Tweede Wereldoorlog, toen het bedrijf de DH.82 Tiger Moth begon te produceren.
Tijdens de Tweede Wereldoorlog ontwikkelde DHA een troepentransport zweefvliegtuig in het geval van een Japanse invasie in Australië. De DH-G1 ontstond in midden 1942 en gebruikte het voorste deel van de romp van de DH.84 Dragon, die geproduceerd werd in dezelfde fabriek. De twee gebouwde exemplaren dienden als prototypes voor de definitieve DH-G2, die een jaar later volgde, maar er was geen behoefte meer aan, en er werden er slechts zes van gebouwd. Het bedrijf begon ook Mosquito's te produceren, waarbij het eerste toestel aan de RAAF werd afgeleverd in 1944. In totaal werden er 212 Mosquito's gebouwd. Sommige van deze toestellen bleven tot 1953 in dienst bij de RAAF.
De bouw van de De Havilland Vampire in licentie begon in 1948. Het eerste van de 190 gebouwde exemplaren vloog in 1949.
Een ander DHA ontwerp, de De Havilland DHA-3 Drover, werd gebouwd tussen 1948 en 1953. Er werden er slechts twintig gebouwd, voornamelijk voor de Royal Flying Doctor Service (RFDS), Trans Australian Airlines en Qantas. De DHA-3 Drover was een driemotorige lichte transport, afleid van de DH.104 Dove, in staat tot het vervoer van zes tot acht passagiers. Het model werd ontworpen als vervanging voor de DH.84 Dragon, die niet vreemd was in Australië door de productie tijdens oorlog door DHA. De motor die gekozen werd voor het nieuwe model was de De Havilland Gipsy Major Mk-10 4s. Enkele Drovers werden later uitgerust met sterkere Lycoming O-360 boxermotors voor betere prestaties.
Het De Havilland Australia concern is nu onderdeel van Boeing Australia en is bekend als Hawker de Havilland Aerospace.

## De Havilland motoren
Naast baanbrekende vliegtuigen, bouwde De Havilland ook vele vliegtuigmotoren. Dit ging tegen de heersende trend in. Normaliter werd het bouwen van de motoren aan een apart bedrijf overgelaten. De succesvolle "Gipsy" en latere ontwikkelingen zoals de Gipsy Major waren succesvolle en populaire krachtbronnen. Ze werden in bijna alle de Havilland vliegtuigen gebruikt. Gipsy motoren waren redelijk ongewoon omdat het lijnmotoren waren, terwijl in die tijd de meeste vliegtuigmotoren stermotoren of boxermotoren waren. De Havilland was ook een concurrent van Rolls Royce in de vroege jaren van de straalmotor ontwikkeling, met de "Goblin" en "Ghost" motoren voor hun straaljagers.
- De Havilland Gipsy zuigermotor
- De Havilland Gipsy Major zuigermotor
- De Havilland Gipsy Six zuigermotor
- De Havilland Gipsy Queen zuigermotor
- De Havilland Goblin turbojet
- De Havilland Spectre raket
- De Havilland Double Spectre raket
- De Havilland Sprite raket
- De Havilland Super Sprite raket
- De Havilland Gyron turbojet
- De Havilland Gyron Junior turbojet
- De Havilland Scorpion raket